# Niederländische Frauen-Rugby-Union-Nationalmannschaft
Die niederländische Frauen-Rugby-Union-Nationalmannschaft (niederländisch Nederlands dames nationale rugbyteam) ist die Nationalmannschaft der Niederlande in der Sportart Rugby Union und repräsentiert das Land bei allen Länderspielen (Test Matches) der Frauen. Die organisatorische Verantwortung trägt der Verband Rugby Nederland (RN). Traditionell spielen die Niederlande in orangen Trikots, blauen Hosen und orangen Socken.
Das erste Test Match der Niederlande fand 1982 statt, als es Frankreich im weltweit ersten Frauenrugbyländerspiel unterlag. Die Niederlande nahmen bisher an drei Weltmeisterschaften teil und erreichten beim Turnier 1991 mit dem siebenten Platz ihr bestes Ergebnis. Die Mannschaft errang bei Europameisterschaften bisher einen Titel und klassierte sich sechs Mal auf dem zweiten sowie fünf Mal auf dem dritten Platz.

## Organisation
Verantwortlich für die Organisation von Rugby Union in den Niederlanden ist der Verband Rugby Nederland (RN), bis 2014 Nederlandse Rugby Bond (NRB) genannt. Der NRB wurde 1932 gegründet und 1988 Vollmitglied des International Rugby Football Board (IRFB; heute World Rugby). Der niederländische Verband war außerdem im Jahr 1934 Gründungsmitglied des Kontinentalverbandes Fédération internationale de rugby amateur (FIRA; heute Rugby Europe).

## Geschichte

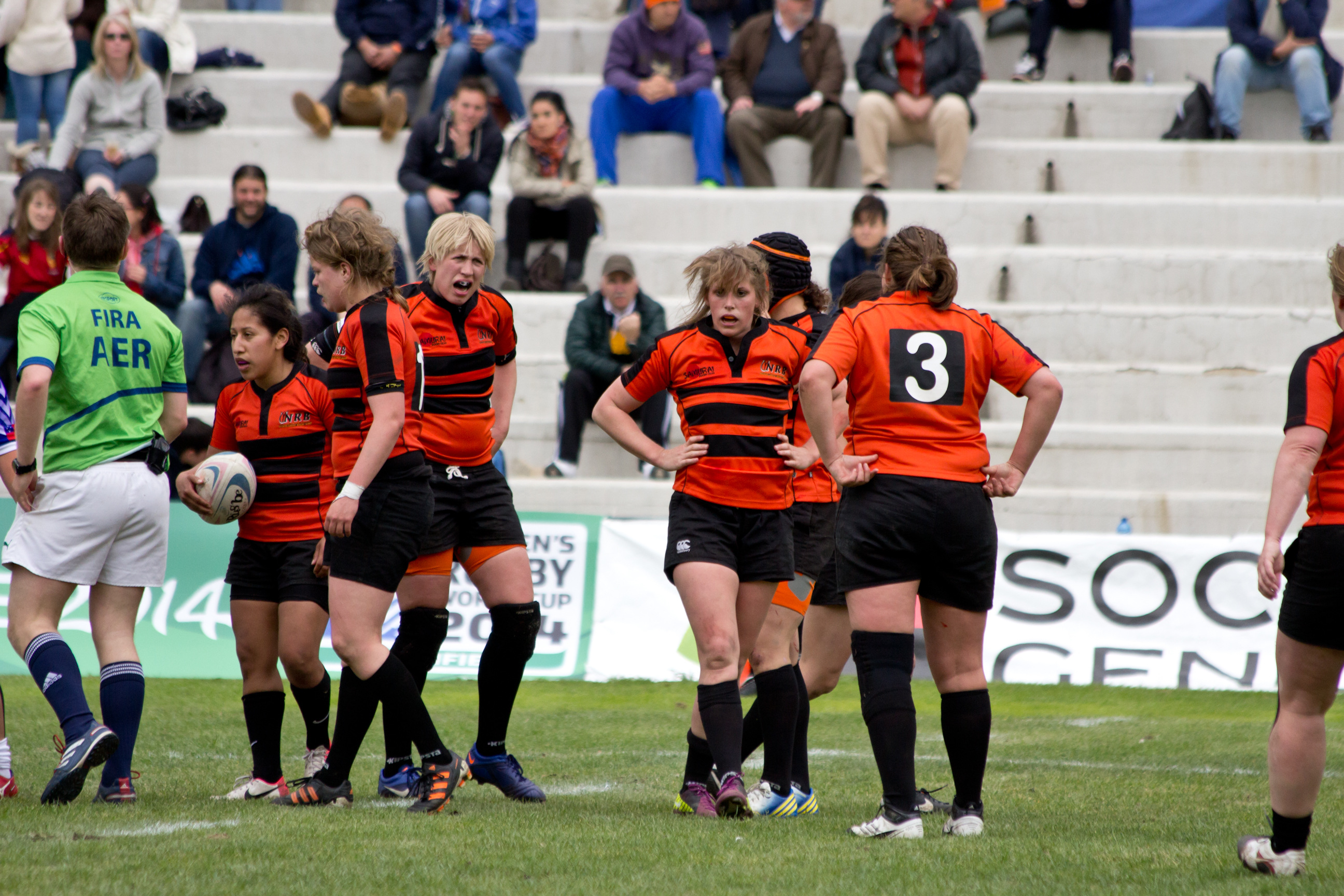
Die Niederlande gegen Samoa bei der Frauen-Rugby-Union-Weltmeisterschaft 2014-Qualifikation

Die Niederlande spielten am 13. Juni 1982 in Utrecht im ersten Länderspiel des Frauenrugby überhaupt daheim gegen Frankreich. Die Französinnen gewannen mit 4:0.
Die Niederländerinnen feierten ihr Debüt bei der ersten Weltmeisterschaft 1991. Dabei erreichten sie den siebenten Platz unter zwölf Teilnehmern. Sie waren Gastgeberinnen der Weltmeisterschaft 1998 und qualifizierten sich für die Weltmeisterschaft 2002, wo sie den 13. bzw. 15. Platz erreichten.
In den vergangenen Jahrzehnten erfreute sich das Frauenrugby in den Niederlanden immer mehr Beliebtheit. Dazu trug auch die Liveübertragung der Weltmeisterschaft 2015 im niederländischen Fernsehen bei.
Am 16. März 2024 gewannen die Niederländerinnen das Play-off für die WXV 3 2024 gegen die Kolumbianerinnen, die in der ersten WXV 3 2023 den letzten Platz erreicht hatten. Die Niederlande waren in der World-Rugby-Weltrangliste die bestplatzierte Nation, die nicht an der ersten Ausgabe teilnahmen und erhielten die Möglichkeit, um einen Platz im diesjährigen Turnier zu spielen.

## Trikot und Logo
Die Nationalmannschaft der Niederlande spielt traditionell in orangen Trikots, blauen Hosen und orangen Socken. Das Auswärtstrikot ist dunkelblau mit dunkelblauen Hosen und orangen Socken.
Das Logo von Rugby Nederland zeigt einen Rugbyball in der Form einer Tulpe in Orange mit der Abkürzung N.R.B. rechts daneben.

## Stadion
Das Heimstadion der niederländischen Nationalmannschaft ist das Nationaal Rugby Centrum Amsterdam mit einer Kapazität von 5.000 Zuschauern. Es wurde 1997 eröffnet und dient auch als Verbandssitz von Rugby Nederland.

## Test Matches
Die Niederlande haben 71 ihrer bisher 139 Test Matches gewonnen, was einer Gewinnquote von 51,08 % entspricht. Die Statistik der Test Matches der Niederlande gegen alle Nationen, alphabetisch geordnet, ist wie folgt (Stand: 27. April 2025):
| Land               | Spiele | Gewonnen | Unent- schieden | Verloren | % Siege |
| ------------------ | ------ | -------- | --------------- | -------- | ------- |
| Brasilien          | 2      | 1        | 0               | 1        | 50,00   |
| Belgien            | 8      | 8        | 0               | 0        | 100,00  |
| Dänemark           | 2      | 2        | 0               | 0        | 100,00  |
| Deutschland        | 17     | 16       | 0               | 1        | 94,12   |
| England            | 4      | 0        | 0               | 4        | 0,00    |
| Finnland           | 1      | 1        | 0               | 0        | 100,00  |
| Frankreich         | 12     | 1        | 0               | 11       | 8,33    |
| Hongkong           | 3      | 1        | 0               | 2        | 33,33   |
| Irland             | 3      | 0        | 0               | 3        | 0,00    |
| Italien            | 8      | 2        | 0               | 6        | 25,00   |
| Japan              | 2      | 1        | 0               | 1        | 50,00   |
| Kanada             | 1      | 0        | 0               | 1        | 0,00    |
| Kasachstan         | 2      | 0        | 0               | 2        | 0,00    |
| Kolumbien          | 1      | 1        | 0               | 0        | 100,00  |
| Neuseeland         | 1      | 0        | 0               | 1        | 0,00    |
| Norwegen           | 2      | 2        | 0               | 0        | 100,00  |
| Portugal           | 2      | 2        | 0               | 0        | 100,00  |
| Russland           | 4      | 3        | 0               | 1        | 75,00   |
| Samoa              | 1      | 0        | 0               | 1        | 0,00    |
| Schottland         | 6      | 1        | 0               | 5        | 16,67   |
| Schweden           | 20     | 17       | 0               | 3        | 85,00   |
| Schweiz            | 1      | 1        | 0               | 0        | 100,00  |
| Sowjetunion        | 2      | 2        | 0               | 0        | 100,00  |
| Spanien            | 7      | 0        | 0               | 7        | 0,00    |
| Südafrika          | 2      | 0        | 0               | 2        | 0,00    |
| Vereinigte Staaten | 3      | 0        | 0               | 3        | 0,00    |
| Wales              | 5      | 3        | 0               | 2        | 60,00   |
| Gesamt             | 139    | 71       | 0               | 68       | 51,08   |

## Erfolge

### Weltmeisterschaften
Die Niederlande haben sich bisher für drei Weltmeisterschaften qualifiziert. Das beste Resultat war der siebente Platz beim Turnier 1991.
| Jahr | Resultat           | Spiele             | Siege              | Unent.             | Ndlg.              | +/-                | Punkte             |
| ---- | ------------------ | ------------------ | ------------------ | ------------------ | ------------------ | ------------------ | ------------------ |
| 1991 | 7. Platz           | 4                  | 2                  | 0                  | 2                  | 34:18              | –                  |
| 1994 | nicht teilgenommen | nicht teilgenommen | nicht teilgenommen | nicht teilgenommen | nicht teilgenommen | nicht teilgenommen | nicht teilgenommen |
| 1998 | 13. Platz          | 5                  | 3                  | 0                  | 2                  | 197:40             | –                  |
| 2002 | 15. Platz          | 4                  | 1                  | 0                  | 3                  | 33:180             | 2                  |
| 2006 | nicht teilgenommen | nicht teilgenommen | nicht teilgenommen | nicht teilgenommen | nicht teilgenommen | nicht teilgenommen | nicht teilgenommen |
| 2010 | nicht qualifiziert | nicht qualifiziert | nicht qualifiziert | nicht qualifiziert | nicht qualifiziert | nicht qualifiziert | nicht qualifiziert |
| 2014 | nicht qualifiziert | nicht qualifiziert | nicht qualifiziert | nicht qualifiziert | nicht qualifiziert | nicht qualifiziert | nicht qualifiziert |
| 2017 | nicht qualifiziert | nicht qualifiziert | nicht qualifiziert | nicht qualifiziert | nicht qualifiziert | nicht qualifiziert | nicht qualifiziert |
| 2021 | nicht qualifiziert | nicht qualifiziert | nicht qualifiziert | nicht qualifiziert | nicht qualifiziert | nicht qualifiziert | nicht qualifiziert |
| 2025 | nicht qualifiziert | nicht qualifiziert | nicht qualifiziert | nicht qualifiziert | nicht qualifiziert | nicht qualifiziert | nicht qualifiziert |
| 2029 | noch ausstehend    | noch ausstehend    | noch ausstehend    | noch ausstehend    | noch ausstehend    | noch ausstehend    | noch ausstehend    |
| 2033 | noch ausstehend    | noch ausstehend    | noch ausstehend    | noch ausstehend    | noch ausstehend    | noch ausstehend    | noch ausstehend    |

### Europameisterschaften
Die niederländische Nationalmannschaft beteiligt sich an den Rugby-Europameisterschaften und entschied eine Austragung für sich.
- Turniersiege (1): 2014

## Spielerinnen

### Aktueller Kader
Die folgenden Spielerinnen bildeten den Kader während der WXV 2 2024:
| Spielerin           | Position         | Verein     | Länderspiele |
| ------------------- | ---------------- | ---------- | ------------ |
| Marit Lemmens       | Gedrängehalb     | vereinslos | 08           |
| Esmee Ligtvoet      | Gedrängehalb     | vereinslos | 08           |
| Jet Metz            | Verbinderin      | vereinslos | 05           |
| Linneke Gevers      | Innendreiviertel | vereinslos | 02           |
| Pien Selbeck        | Innendreiviertel | vereinslos | 13           |
| Isa Spoler          | Innendreiviertel | vereinslos | 04           |
| Emma van Traa       | Innendreiviertel | The Vets   | 01           |
| Jara Bunnik         | Außendreiviertel | vereinslos | 02           |
| Noah Demba          | Außendreiviertel | vereinslos | 0            |
| Lisa Egberts        | Außendreiviertel | vereinslos | 0            |
| Senne Hoog          | Außendreiviertel | vereinslos | 04           |
| Kika Mulling        | Außendreiviertel | vereinslos | 03           |
| Gwen van der Schoot | Außendreiviertel | RC Delft   | 0            |
| Gaya van Nifterik   | Außendreiviertel | vereinslos | 05           |
| Pleuni Kievit       | Schlussfrau      | vereinslos | 04           |
| Lieve Stallmann     | Schlussfrau      | vereinslos | 10           |

| Spielerin            | Position               | Mannschaft                | Länderspiele |
| -------------------- | ---------------------- | ------------------------- | ------------ |
| Anoushka Beukers     | Haklerin               | Dames Bredase RC          | 08           |
| Anouk Veerkamp       | Haklerin               | Hartpury University       | 07           |
| Sydney de Weijer     | Pfeiler                | Amsterdamse Atletiek Club | 07           |
| Nicky Dix            | Pfeiler                | vereinslos                | 14           |
| Brechtje Karst       | Pfeiler                | vereinslos                | 05           |
| Julia Morauw         | Pfeiler                | vereinslos                | 07           |
| Mhina de Vos         | Zweite-Reihe-Stürmerin | vereinslos                | 08           |
| Inger Jongerius      | Zweite-Reihe-Stürmerin | vereinslos                | 12           |
| Anniek Nauta         | Zweite-Reihe-Stürmerin | vereinslos                | 07           |
| Isa Prins            | Zweite-Reihe-Stürmerin | vereinslos                | 07           |
| Elisabeth Boot       | Flügelstürmerin        | vereinslos                | 05           |
| Mariet Luijken       | Flügelstürmerin        | vereinslos                | 07           |
| Morgane ter Cock     | Flügelstürmerin        | vereinslos                | 01           |
| Linde van der Velden | Flügelstürmerin        | Exeter Chiefs             | 14           |

### Bekannte Spielerinnen
Bisher ist noch keine niederländische Spielerin in die World Rugby Hall of Fame aufgenommen worden.